# Топличанка
Предионица памучног предива „Топличанка“ основана је средином 20. века у Прокупљу, на платоу између реке Топлице, железничке пруге и пута Прокупље–Дољевац. Изградња фабрике започела је 1959. године, а у њу је уложено 3 милијарде и 200 хиљада динара. Производни процес покренут је 1962. године.
Током 1980-их година фабрика је наставила са развојем. У плану је била изградња нових погона за филтрацију трикотаже и ткачнице. У том периоду „Топличанка“ је пословала у оквиру здруженог предузећа „Инкотекс“ из Београда. Вредност производње 1976. године процењена је на 200 милиона динара, од чега је око једне трећине остварено извозом. Фабрика је у том периоду производила преко 8.500 тона кардираних и чешљаних памучних предива годишње. Око 90% производње било је намењено домаћем тржишту.
Услови рада у фабрици били су савремени, а нова производна хала површине преко 7.000 квадратних метара била је опремљена модерним климатским системима, што је омогућавало контролисане радне услове. У саставу фабрике налазили су се и лабораторија, гардероба са купатилима, ресторан и други пратећи објекти. Опрема је набављана из Немачке Демократске Републике, Швајцарске и Чехословачке.
Током 1990-их година фабрика је доспела у кризу, нарочито након увођења међународних санкција 1992. године, које су значајно погодиле текстилну и кожарску индустрију у Србији. „Топличанка“ је готово обуставила рад, уз честе прекиде производње који су трајали и по неколико месеци.
Од 2003. године фабрика се налази у стечају.